# Juda (Bibel)
Juda (hebräisch יְהוּדָה jəhūdāh) ist in der hebräischen Bibel der Name eines der Zwölf Stämme Israels. Namensgeber ist der vierte Sohn des Stammvaters Jakob und seiner ersten Frau Lea. Aus dessen Stammesgebiet ging um 933 v. Chr. das Königreich Juda, spätestens 520 v. Chr. die persische Provinz Jehud und um 100 v. Chr. die römische Provinz Judäa hervor. Von Juda leiten sich die Bezeichnungen Judäer und Juden ab.

## Name
Juda wird in der Bibel volksetymologisch von der Wurzel ידה jdh „loben, preisen“ (bzw. הוד)– möglicherweise in Zusammensetzung mit dem Gottesnamen יהוה JHWH – abgeleitet: „Diesmal will ich dem Herrn danken.“ (Gen 29,35 )
Eine weitere Möglichkeit besteht darin, den Namen von der Wurzel WHD „Bodensenkung“, „Abgrund“ abzuleiten. Dies ließe sich auch mit der These verbinden, dass der Name von einer Landschaftsbezeichnung oder einem Ortsnamen abgeleitet wurde (vgl. das „Gebirge Juda“ (Jos 20,7  u. ö.) und die „Wüste Juda“ (Ri 1,16  u. ö.)).
Die Nachkommen Judas und später die Bewohner des gleichnamigen Reiches werden als יְהוּדִים jəhūdim (Singular: יְהוּדִי jəhūdi) bezeichnet. Daraus entstand die deutsche Bezeichnung Jude.
In der Bibel tauchen neben dem Stammvater sowohl im Alten als auch im Neuen Testament verschiedene weitere Personen namens Juda bzw. Judas auf.

## Stamm

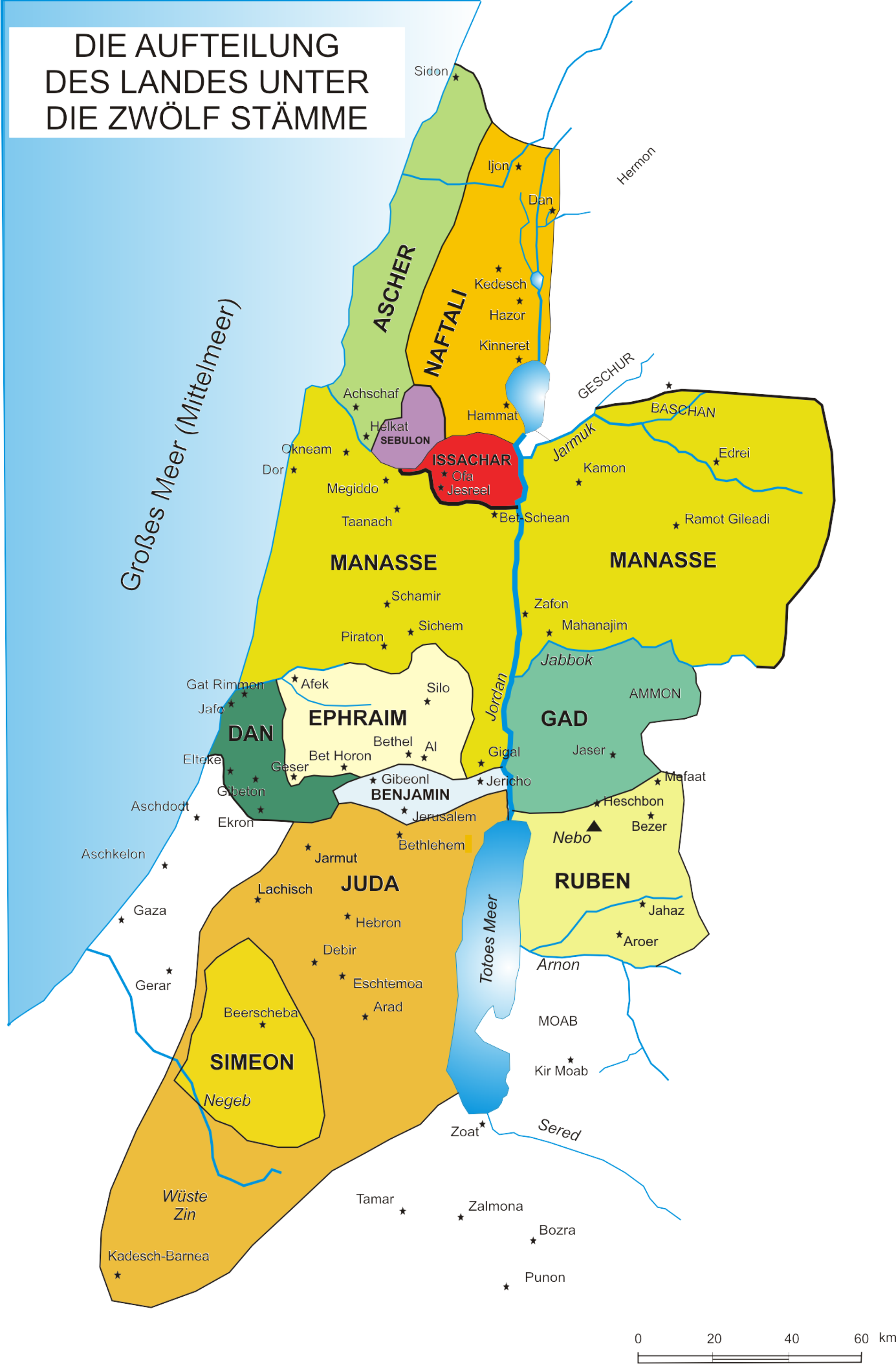
Zwölf Stämme Israels

Das Siedlungsgebiet Judas lag im Süden des historischen Palästina westlich des Toten Meeres südlich eines Querriegels kanaanäischer Stadtstaaten, die es vom Rest Israels trennten und damit seine Sonderentwicklung begünstigten. Es umfasste neben Jericho auch die spätere Hauptstadt Jerusalem und Betlehem, die Heimatstadt König Davids. Sein kultischer Mittelpunkt war jedoch zunächst Hebron, in dessen Nachbarschaft Abraham seine Grabstätte fand: den Hain Mamre.
Die Abrahamerzählungen sind wahrscheinlich vom Stamm Juda tradiert worden. Gemäß Erzählung war es Juda, der die gewinnbringende Idee hatte, seinen zweitjüngsten Bruder Josef nach Ägypten zu verkaufen, nachdem der älteste Bruder Ruben gegen eine Tötung des von den elf Brüdern verhassten Lieblingssohns des Vaters war (Gen 37, 26f.). Juda ist es außerdem, der für den jüngsten Bruder Benjamin eintritt, als dieser des Diebstahls bezichtigt wird.
Juda heiratete eine Kanaaniterin, mit der er drei Söhne hatte: Er, Onan und Schela. Seine Schwiegertochter Tamar verkleidete sich als Dirne und hatte mit ihm Zwillinge, Perez und Serach (Gen 38 ).
In Jos 15,1–12  werden die Grenzen des Stammesgebiets beschrieben: Sie beziehen Regionen wie das Philisterland in der westlichen Küstenebene und Gebiete weiter südlich lebender Nachbarstämme mit ein. Mit diesen Kalebitern, Otnielitern, Kenitern, Jerachmeelitern und Simeonitern schloss der Stamm Juda sich später zu einem großjudäischen Stämmebund zusammen (1 Sam 27,10 ). Daraus entstanden einige Sonderüberlieferungen von der Landnahme dieser Stämme (Ri 1,1ff. ; Jos 15,13ff. ).
Der zweite gesamtisraelitische König David konnte an diese Entwicklung anknüpfen. Nach seinen außenpolitischen Erfolgen wurde er zunächst König über das „Haus Juda“ (2 Sam 2,4 ). Nachdem ihn auch die übrigen Nordstämme zu ihrem König erhoben, ließ er die Bundeslade, das mitziehende Heiligtum des Zwölfstämmebundes, nach Jerusalem überführen und den Tempelbau beginnen, den Davids Sohn Salomo vollendete. Nach dessen Tod zerfiel das junge Königreich in zwei Teile: Juda, das Südreich, war nun eine fast ununterbrochene Dynastie unter den Nachkommen Davids, während Israel, das Nordreich, die Gebiete der übrigen Stämme umfasste und häufiger wechselnde kurzlebige Dynastien ausbildete. Beide Reiche standen sich lange Zeit feindselig gegenüber und näherten sich erst unter dem Davididen Josaphat wieder an.
Seit etwa 750 v. Chr. geriet Juda unter die Vorherrschaft Assyriens und verlor um 597 v. Chr. durch Babylonien seine Eigenstaatlichkeit. Es wurde zweigeteilt; erst die Perser erhoben einen Rest Gesamtjudas zu einer Provinz mit eigenem Statthalter. In römischer Besatzungszeit wurden daraus die Provinzen Idumäa im Süden, Samaria im Norden (mit Teilen des alten Nordreichs) und Judäa um Jerusalem.
Eine besondere Bedeutung hat der Stamm Juda aus Sicht des Christentums, da aus ihm Jesus, „der Löwe aus Juda“ (Offb 5,5 ) gekommen ist. Mit Jesus ist im Neuen Testament das Priestertum vom Stamm Levi auf den Stamm Juda übergegangen (Hebr 7 ).

## Gegenwärtige Ortsnamen
Im biblischen Gebiet des Stammes Juda gelegen, enthalten folgende heutige Orte diesen in ihrem Namen: die Region Mateh Jehuda, die Orte Gannei Jehuda (Gärten Judas), Metzadot Jehuda (Festung Judas) und der Moshav Tirat Jehuda (Burg Judas).
Davon zu unterscheiden sind Orte, in deren Benennung sich Jehuda vom Namen einer berühmten Person ableitet, z. B. Even Jehuda.